# Елизабет Самсон
Елисабет Самсон (Парамарибо, 1715 - Парамарибо, април 1771), је била робовласник и власник плантаже у Суринаму током холандске колонизације. Као жена и „слободна црнкиња” водила је предузеђе која се на крају састојало од неколико плантажа. У Амстердаму је имала брод изграђен за транспорт својих производа.
Постала је позната преко правне битке коју је водила да би јој се омогуђило да се уда за белца. Елисабет Самсон је значајна, али и контроверзна жена у суринамској историји, јер је користила и робове иако и сама потиче из робовске породице.

## Живот
Елисабетх Самсон је била седмо дете Наное, откупљене робиње која је живела на плантажи. Старија деца Наное су раније била откупљена и, заузврат, откупила су Наное бесплатно када је њен партнер умро на плантажи. Као резултат тога, Елисабет је рођена као „слободно” дете; нешто на шта је била поносна целог живота. Елисабет је одрасла у домаћинству своје полусестре Марије Јанж. Крштена је 1725. године у Реформистичкој цркви у Парамарибу. Преко своје сестре и зета Ф. Ц. Босеа је постала упозната са белом елитом и научила је да послује; почела је тако што је помагала у администрацији и пословном дописивању свога зета.
Са својим првим животним партнером, Немцем Карлом Кројцом, управљала је плантажом кафе. После његове смрти, плантаже су делимично биле у њеном поседу, а уз помоћ новца наслеђеног од њене најстарије сестре, купила је и још неколико плантажа које су дошле у посед његове немачке породице. То је урадила заједно са другом сестром Нанет. Тако је прерасла у главног извозника кафе. Она је, као и други власници плантажа, радила са робовима и није се посебно обазирала на тешке животне услове робова. Њени трговински успеси омогућили су јој да 1767. године у Амстердаму изгради фрегату. Брод је изгубљен 1769. године.
Процењује се да је вредност Елисабетине имовине износила преко милион гулдена. Њен годишњи приход је био између 50 и 100 хиљада гулдена. У поређењу са тим, холандски гувернер Суринама је у то време зарађивао око 10 хиљада гулдена.
Године 1767. удала се за Хемануса Зобреа. Добио је наследство које је Елисабет Самсон оставила иза себе када је умрла 1771. године у 55. години живота. Један део пословног царства је остао у рукама Нанет.

## Правна борба
Елизабет је желела да се уда за белог човека, Кристофера Брабанда. Током 1764. године, објавили су планове о венчању, али брак је забранио полицајцијски савет, као највиши орган управљања. Мешање раса формално није било дозвољено. Елизабет се преселила у Холандију, да би могла да се бори правнимм средствима против такве одлуке. Након три године дошла је објава да не постоји закон на који се може упућивати забрана и да је брак дозвољен. Нажалост, Брабанд је од тада преминуо.